# Joseph Johnston
Joseph Eggleston Johnston (ur. 3 lutego 1807, zm. 21 marca 1891) – amerykański generał i polityk. Ukończył studia w akademii wojskowej West Point. Podczas wojny secesyjnej walczył po stronie Skonfederowanych Stanów Ameryki. Dowodził między innymi w I bitwie nad Bull Run, w bitwie pod Seven Pines podczas kampanii półwyspowej, a także w bitwie pod Bentonville.
Po wojnie zajął się działalnością przedsiębiorczą i polityką. W latach 1879–1881 był przedstawicielem stanu Wirginia w Izbie Reprezentantów Stanów Zjednoczonych.